# Chile nos Jogos Olímpicos de Verão de 1928
O Chile participou dos Jogos Olímpicos de Verão de 1928 na cidade de Amsterdã, nos Países Baixos.

## Medalista

### Prata
- Manuel Plaza — Maratona